# NGC 6280/1
NGC 6280/1 је лентикуларна галаксија у сазвежђу Змијоноша која се налази на NGC листи објеката дубоког неба.
Деклинација објекта је + 6° 39' 59" а ректасцензија 17h 1m 57,5s. Привидна величина (магнитуда) објекта NGC 6280 износи 14,6 а фотографска магнитуда 15,6. NGC 62801 је још познат и под ознакама MCG 1-43-8, CGCG 53-26, ARAK 512, PGC 59464.